# Li Fangyin
Li Fangyin (chinesisch 黎方银, Pinyin Lí Fāngyín) ist ein chinesischer Archäologe und Direktor des Dazu-Museums der Steinschnitzereien bzw. Kunstmuseums der Dazu-Felsskulpturen in Chongqing (Dazu shike yishu bowuguan 大足石刻藝術博物館/大足石刻艺术博物馆 bzw. Chongqing Dazu shike bowuguan 重庆大足石刻博物馆; engl. Dazu Museum of Stone Carving oder Art Museum of Dazu Stone Carvings in Chongqing), Volksrepublik China. Er ist Autor zahlreicher Werke über die Felsskulpturen von Dazu und war an mehreren weiteren als Koautor und Mitherausgeber beteiligt.

## Veröffentlichungen
- Dazu shike yishu [The Art of Dazu Stone Carvings], Chongqing, 1994
- Dazu Beishan shiku gongyangren tiji [Donor Inscriptions from Beishan Caves of Dazu], Chongqing 1996
- Dazu shike yishu: shijie wenhua yichan  [The Art of Dazu Stone Carvings: A World Heritage Site], Chongqing 2001

(in Zusammenarbeit:) 
- Dazu shike [Dazu Stone Carvings], Chongqing 1994
- Dazu shike lunwenji [Collected Essays on Dazu Stone Carvings], 2 Bde., Chongqing 1997
- Dazu shike mingwen lu [A Record of Inscriptions from Dazu Stone Carvings], Chongqing 1999
- Dazu shike diaosu quanji: Beishan bian [The Complete Edition of Dazu Stone Carvings: The Beishan Volume], Chongqing 1999